# Gare d'Evionnaz
La gare d'Evionnaz est une gare ferroviaire située sur le territoire de la commune suisse d'Evionnaz dans le canton du Valais.

## Situation ferroviaire
Établie à 449 mètres d'altitude, la gare d'Evionnaz est située au point kilométrique 57,86 de la ligne du Simplon, entre les gares de Saint-Maurice (en direction de Lausanne) et de Vernayaz (en direction de Brigue).
Elle est dotée de deux voies bordées par deux quais.

## Histoire
Le bâtiment originel de la gare d'Evionnaz a été construit en 1877 par la Compagnie du Simplon (it), puis transformé en 1966 par les CFF. Il possédait une marquise et une salle d'attente, alors qu'un édicule attenant abritait des WC. Une halle à marchandises complétait la gare.
En 2009[réf. souhaitée], l'ancien bâtiment de gare est démoli et fait place à un simple abri de quai, tandis que les quais sont rehaussés et prolongés en prévision de la mise en service des nouvelles rames DOMINO de RegionAlps. La halle à marchandises est également rasée quelques années plus tard[Quand ?].

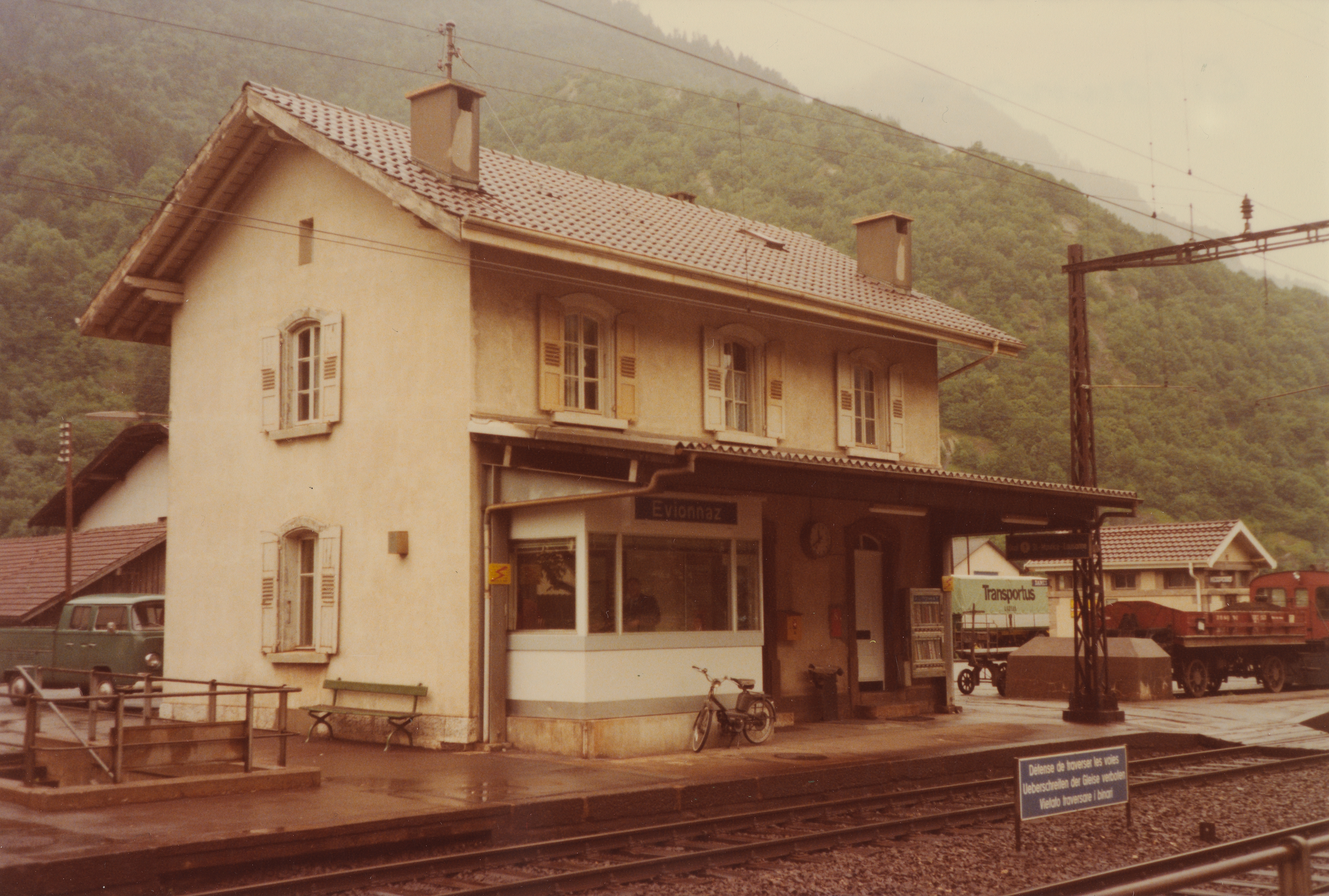
La gare en 1980. Au fond à droite, le bâtiment abritant les WC.
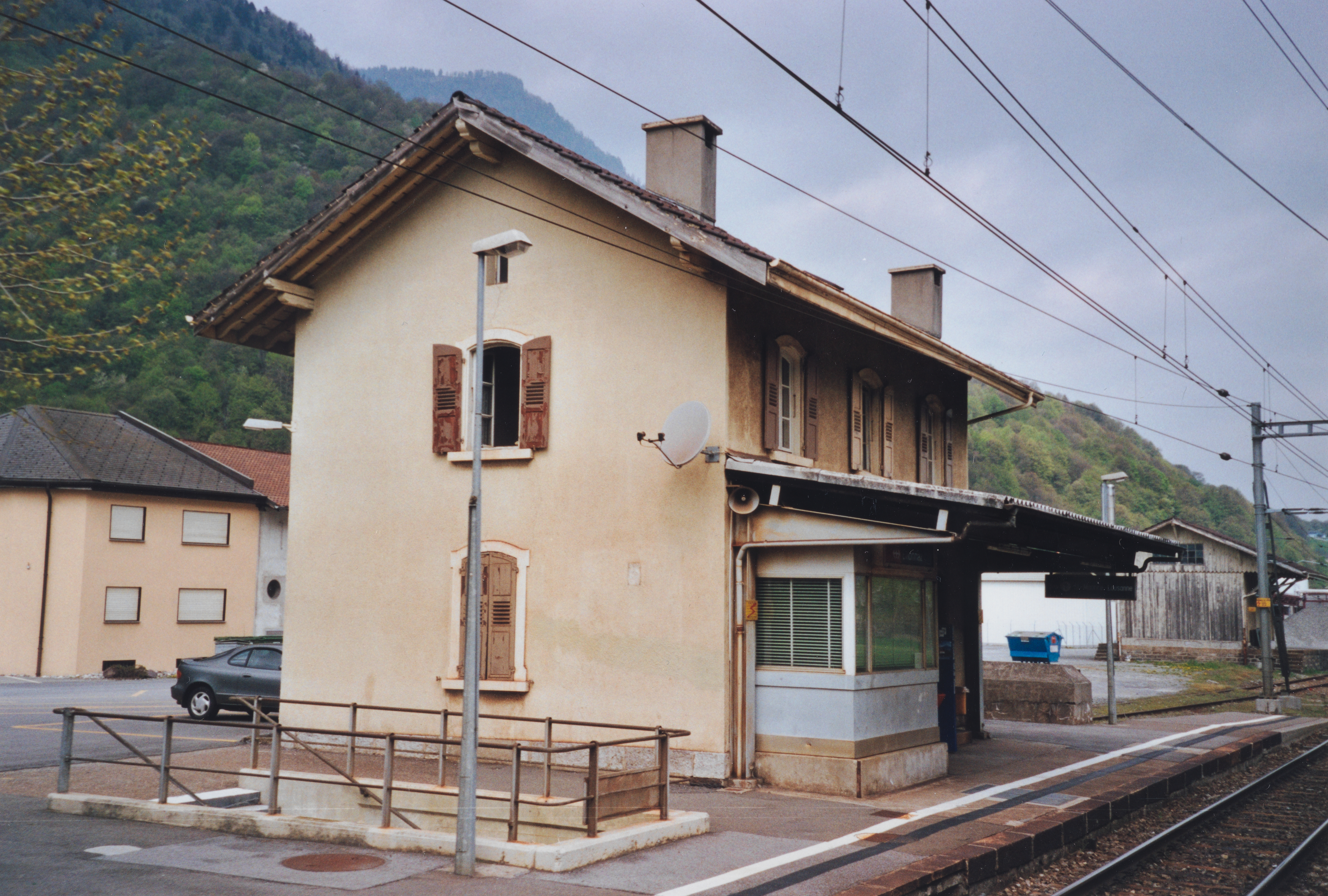
La gare en 2006. Au fond à droite, la halle à marchandises.

## Service des voyageurs

### Accueil
Gare des CFF, elle est dotée d'abris sur les quais et d'un distributeurs automatique de titres de transport.
La gare n'est pas accessible aux personnes à mobilité réduite.

### Desserte
La gare est desservie toutes les heures par les trains Regio du RER Valais exploités par RegionAlps et reliant Brigue à Saint-Gingolph, complétés du lundi au vendredi par un second train par heure reliant Brigue à Monthey.

### Intermodalité
La gare est en correspondance avec la ligne no 220 de CarPostal reliant Martigny à Evionnaz.